# Синхронне плавання на Чемпіонаті Європи з водних видів спорту 2018 — дует, технічна програма
Змагання з синхронного плавання в технічній програмі дуетів на Чемпіонаті Європи з водних видів спорту 2017 відбулися 3 серпня.

## Результати
| Місце | Країна          | Плавчині                                           |         |
| Місце | Країна          | Плавчині                                           | Очки    |
| ----- | --------------- | -------------------------------------------------- | ------- |
| 1     | Росія           | Світлана Колесніченко Варвара Субботіна            | 95.1035 |
| 2     | Україна         | Анастасія Савчук Єлизавета Яхно                    | 92.6188 |
| 3     | Італія          | Лінда Церутті Костанца Ферро                       | 89.7519 |
| 4     | Іспанія         | Паула Рамірес Ібаньєсz Сара Сальдана Лопес         | 89.5215 |
| 5     | Австрія         | Анна-Марія Александріні Еіріні-Маріні Александріні | 86.2548 |
| 6     | Греція          | Євангелія Папазоглу Євангелія Платаніоті           | 85.8943 |
| 7     | Франція         | Шарлотта Тремблє Лаура Тремблє                     | 85.0770 |
| 8     | Нідерланди      | Бредж де Броувер Нортьє де Броувер                 | 83.7597 |
| 9     | Білорусь        | Ірина Лімановська Вероніка Єсіпович                | 82.7553 |
| 10    | Велика Британія | Кейт Шторман Ізабелль Торпе                        | 80.2820 |
| 11    | Швейцарія       | Вівієн Кох Ноемі Пешль                             | 79.1306 |
| 12    | Німеччина       | Марлен Боєр Даніела Гейнгардт                      | 78.3425 |
| 13    | Ізраїль         | Еден Блехер Яель Полка                             | 75.9580 |
| 14    | Ліхтенштейн     | Лара Мехніг Марлюс Шіершер                         | 75.5990 |
| 15    | Словаччина      | Нада Даабусова Діана Міскечова                     | 75.2948 |
| 16    | Туреччина       | Дефне Бакірчі Місра Гюндеш                         | 74.6296 |
| 17    | Португалія      | Марія Гонкальвес Чеіла Вієра                       | 73.1501 |
| 18    | Сербія          | Невена Дімітрієвич Єлена Контич                    | 70.5486 |
| 19    | Болгарія        | Александра Атанасова Даліа Пенкова                 | 70.5267 |